# Oterere oliveri
Oterere oliveri är en tvåvingeart som beskrevs av Mclellan 1988. Oterere oliveri ingår i släktet Oterere och familjen mätarmyggor. Inga underarter finns listade i Catalogue of Life.